# Sport in 2016
Dit artikel is een samenvatting van de belangrijkste feiten uit het sportjaar 2016.

## Olympische Zomerspelen 2016
De Olympische Zomerspelen van de XXXIe Olympiade worden gehouden in Rio de Janeiro.

## Atletiek
Nederland
Nederlandse kampioenschappen atletiek
Nederlandse kampioenschappen indooratletiek
België
Belgische kampioenschappen atletiek
Belgische kampioenschappen indooratletiek
Wereldkampioenschappen indooratletiek
Europese kampioenschappen atletiek

## Autosport
Formule 1
- Grand Prix van Australië:  Nico Rosberg
- Grand Prix van Bahrein:   Nico Rosberg
- Grand Prix van China:   Nico Rosberg
- Grand Prix van Rusland:   Nico Rosberg
- Grand Prix van Spanje:  Max Verstappen
- Grand Prix van Monaco:  Lewis Hamilton
- Grand Prix van Canada:  Lewis Hamilton
- Grand Prix van Bakoe Europa:  Nico Rosberg
- Grand Prix van Oostenrijk:  Lewis Hamilton
- Grand Prix van Groot-Brittannië:  Lewis Hamilton
- Grand Prix van Hongarije:  Lewis Hamilton
- Grand Prix van Duitsland:  Lewis Hamilton
- Grand Prix van België:  Nico Rosberg
- Grand Prix van Italië:  Nico Rosberg
- Grand Prix van Singapore:  Nico Rosberg
- Grand Prix van Maleisië:  Daniel Ricciardo
- Grand Prix van Japan:  Nico Rosberg
- Grand Prix van de Verenigde Staten:  Lewis Hamilton
- Grand Prix van Mexico:  Lewis Hamilton
- Grand Prix van Abu Dhabi:  Lewis Hamilton
- Grand Prix van Brazilië:  Lewis Hamilton
- Wereldkampioen Coureurs:  Nico Rosberg
- Wereldkampioen Constructeurs:  Mercedes

Overige
- GP2:
- Formule 2:
- IndyCar Series:
- Wereldkampioenschap Rally:
- Indianapolis 500 in 2016
- Intercontinental Rally Challenge in 2016

## Basketbal
Verenigde Staten
National Basketball Association (NBA)
Nederland
- Dutch Basketball League Mannen:
- NBB-Beker Mannen: SPM Shoeters Den Bosch
- Nederlands kampioen Vrouwen:
- Bekerwinnaar Vrouwen:

België
- Belgisch kampioen Mannen:
- Bekerwinnaar Mannen: Telenet Oostende
- Belgisch kampioen Vrouwen:
- Bekerwinnaar Vrouwen:

Europese competities
- Euroleague Mannen:
- Euroleague Vrouwen:
- EuroCup Mannen:
- EuroCup Vrouwen:
- EuroChallenge Mannen:
- Europees kampioenschap Mannen:
- Europees kampioenschap Vrouwen:

## Boksen
- Olympische Spelen
- Wereldkampioenschappen vrouwen
- Europese kampioenschappen vrouwen

## Handbal
Europees kampioenschap mannen Spanje
Europees kampioenschap vrouwen Noorwegen
Nederland
- Eredivisie Mannen: OCI-LIONS
- Bekerwinnaar Mannen: OCI-LIONS

## Hockey
- World Hockey Player of the Year

Mannen:  John-John Dohmen
Vrouwen:  Naomi van As

## Honkbal
Major League Baseball
- American League

Cleveland Indians
- National League

Chicago Cubs
- World Series

Chicago Cubs

## Judo
Nederlandse kampioenschappen
Mannen
– 60 kg — Tornike Tsjakadoea
– 66 kg — Roy Schipper
– 73 kg — Sam van 't Westende
– 81 kg — Jim Heijman
– 90 kg — Mistral Janssen
–100kg — Michael Korrel
+100kg — Jur Spijkers
Vrouwen
–48 kg — Kim Akker
–52 kg — Danique Janssen
–57 kg — Dewy Karthaus
–63 kg — Sanne Vermeer
–70 kg — Antoinette Hennink
–78 kg — Karen Stevenson
+78 kg — Martine Demkes

## Korfbal
- Belgisch zaalkampioen: Koninklijke Boeckenberg KC
- Nederlands zaalkampioen: TOP
- Nederlands veldkampioen:

Europa
- Europa Cup:  PKC

## Motorsport
Wereldkampioenschap wegrace
MotoGP
Coureurs en teams:
Constructeurs:
Moto2
Coureurs en teams:
Constructeurs:
Moto3
Coureurs en teams:
Constructeurs:
Superbike
Coureur:
Constructeur:
Supersport
Coureur:
Constructeur:
Zijspannen
Coureurs:
Constructeur:

### Motorcross
Wereldkampioenschap Motorcross
MXGP
- Coureur:  Tim Gajser
- Constructeur:  Honda

MX2
- Coureur:  Jeffrey Herlings
- Constructeur:  KTM

Motorcross der Naties
- Land + coureurs:  Frankrijk (Romain Febvre, Benoît Paturel, Gautier Paulin)

Zijspannen
Coureurs:
Constructeur:

## Rugby
- Zeslandentoernooi:  Engeland

## Schaatsen

### Langebaanschaatsen
NK allround
- Mannen: Jan Blokhuijsen
- Vrouwen: Antoinette de Jong

EK allround
- Mannen:  Sven Kramer
- Vrouwen:  Martina Sáblíková

WK allround
- Mannen:  Sven Kramer
- Vrouwen:  Martina Sáblíková

NK sprint
- Mannen: Kai Verbij
- Vrouwen: Sanneke de Neeling

WK sprint
- Mannen:  Pavel Koelizjnikov
- Vrouwen:  Brittany Bowe

NK afstanden
- Mannen 500 m: Kai Verbij
- Vrouwen 500 m: Margot Boer
- Mannen 1000 m: Kjeld Nuis
- Vrouwen 1000 m: Jorien ter Mors
- Mannen 1500 m: Kjeld Nuis
- Vrouwen 1500 m: Jorien ter Mors
- Mannen 5000 m: Sven Kramer
- Vrouwen 3000 m: Ireen Wüst
- Mannen 10.000 m: Sven Kramer
- Vrouwen 5000 m: Carien Kleibeuker
- Mannen massastart: Willem Hoolwerf
- Vrouwen massastart: Irene Schouten

WK afstanden
- Mannen 500m:  Pavel Koelizjnikov
- Vrouwen 500m:  Lee Sang-hwa
- Mannen 1000m:  Pavel Koelizjnikov
- Vrouwen 1000m:  Jorien ter Mors
- Mannen 1500m:  Denis Joeskov
- Vrouwen 1500m:  Jorien ter Mors
- Mannen 5000m:  Sven Kramer
- Vrouwen 3000m:  Martina Sáblíková
- Mannen 10.000m:  Sven Kramer
- Vrouwen 5000m:  Martina Sáblíková
- Mannen massastart:  Lee Seung-hoon
- Vrouwen massastart:  Ivanie Blondin
- Mannen Ploegenachtervolging:  Nederland
- Vrouwen Ploegenachtervolging:

Wereldbeker
- 500 m:  Pavel Koelizjnikov /  Heather Richardson-Bergsma
- 1000 m:  Kjeld Nuis /  Brittany Bowe
- 1500 m:  Denis Joeskov /  Brittany Bowe
- 5 - 10 km:  Sven Kramer
- 3 - 5 km:  Martina Sáblíková
- Massastart:  Arjan Stroetinga /  Irene Schouten
- Achtervolging:  Nederland /  Japan
- Teamsprint:  Nederland Nederland /  China
- Grand World Cup:  Kjeld Nuis /  Brittany Bowe

### Marathonschaatsen
KPN Marathon Cup
- Mannen: Ingmar Berga
- Vrouwen: Janneke Ensing

NK Marathonschaatsen op natuurijsNiet verreden
NK Marathonschaatsen op kunstijs
- Mannen: Arjan Stroetinga
- Vrouwen: Irene Schouten

### Shorttrack
NK Shorttrack
- Mannen: Freek van der Wart
- Vrouwen: Jorien ter Mors

EK shorttrack
- Mannen:  Semjon Jelistratov
- Aflossing:  Nederland
- Dames:  Elise Christie
- Aflossing:  Nederland

WK Shorttrack
- Mannen:  China Han Tianyu
- Aflossing:  China
- Vrouwen:  Choi Min-jeong
- Aflossing:  Zuid-Korea
- Mannen 500 m:  Dmitri Migoenov
- Mannen 1000 m:  Semjon Jelistratov
- Mannen 1500 m:  Kwak Yoon-gy
- Mannen estafette:  Canada
- Vrouwen 500 m:  Marianne St-Gelais
- Vrouwen 1000 m:  Choi Min-jeong
- Vrouwen 1500 m:  Choi Min-jeong
- Vrouwen estafette:  Zuid-Korea

### Alternatieve Elfstedentocht
Alternatieve Elfstedentocht Weissensee
- Mannen: Niels Mesu
- Vrouwen: Birgit Witte

Finland Ice Marathon
- Mannen:  Jan Albers
- Vrouwen:  Kirsi Korpijärvi

### Kunstschaatsen
NK kunstschaatsen
- Mannen: Thomas Kennes
- Vrouwen: Niki Wories

EK kunstschaatsen
- Mannen:  Javier Fernández López
- Vrouwen:  Jevgenia Medvedeva
- Paren:  Tatjana Volosozjar/Maksim Trankov
- IJsdansen:  Gabriella Papadakis/Guillaume Cizeron

WK kunstschaatsen
- Mannen:  Javier Fernández López
- Vrouwen:  Jevgenia Medvedeva
- Paren:  Meagan Duhamel/Eric Radford
- IJsdansen:  Gabriella Papadakis/Guillaume Cizeron

## Snooker
- WK snooker 2016:  Mark Selby

World Ranking-toernooien
- Shanghai Masters:  Ding Junhui
- Welsh Open:  Stuart Bingham
- China Open:  Mark Selby
- World Open:  Ali Carter

Overige toernooien
- Masters:  Ronnie O'Sullivan
- UK Championship:  Mark Selby

## Tennis
ATP-seizoen 2016
WTA-seizoen 2016
Toernooien
- Australian Open
  - Mannen:  Novak Đoković
  - Vrouwen:  Angelique Kerber
  - Mannendubbel:  Jamie Murray /  Bruno Soares
  - Vrouwendubbel:  Martina Hingis /  Sania Mirza
  - Gemengddubbel:  Jelena Vesnina /  Bruno Soares
- Roland Garros
  - Mannen:  Novak Đoković
  - Vrouwen:  Garbiñe Muguruza
  - Mannendubbel:  Feliciano López /  Marc López
  - Vrouwendubbel:  Caroline Garcia /  Kristina Mladenovic
  - Gemengddubbel:  Martina Hingis /  Leander Paes
- Wimbledon
  - Mannen:  Andy Murray
  - Vrouwen:  Serena Williams
  - Mannendubbel:  Pierre-Hugues Herbert /  Nicolas Mahut
  - Vrouwendubbel:  Serena Williams /  Venus Williams
  - Gemengddubbel:  Heather Watson /  Henri Kontinen
- US Open
  - Mannen:  Stanislas Wawrinka
  - Vrouwen:  Angelique Kerber
  - Mannendubbel:  Jamie Murray /  Bruno Soares
  - Vrouwendubbel:  Bethanie Mattek-Sands /  Lucie Šafářová
  - Gemengddubbel:  Laura Siegemund /  Mate Pavić

Landenwedstrijden
- Davis Cup:  Argentinië
- Fed Cup:  Tsjechië

## Voetbal

### Internationale toernooien
Mannen
- UEFA Champions League:  Real Madrid
- Topschutter:  Cristiano Ronaldo
- UEFA Europa League:  Sevilla FC
- Topschutter:  Aritz Aduriz
- Europese Supercup:  Real Madrid
- EK in Frankrijk:  Portugal wint van  Frankrijk met 1-0

Vrouwen
- CAF-Vrouwenkampioenschap:  Nigeria
- EK vrouwen onder 17:  Duitsland
- UEFA Women's Champions League:  Olympique Lyonnais

### Nationale kampioenschappen
België
- Jupiler League: Club Brugge
- Beker van België: Standard Luik
- Supercup: Club Brugge
- Topschutter:  Jérémy Perbet

 Engeland
- Premier League: Leicester City
- League Cup: Manchester City
- FA Cup: Manchester United
- Topschutter:  Harry Kane

 Frankrijk
- Ligue 1: Paris Saint-Germain
- Coupe de France: Paris Saint-Germain
- Coupe de la Ligue: Paris Saint-Germain
- Topschutter:  Zlatan Ibrahimović

 Duitsland
- Bundesliga: FC Bayern München
- DFB-Pokal: FC Bayern München
- Topschutter:  Robert Lewandowski

 Italië
- Serie A: Juventus
- Coppa Italia: Juventus
- Topschutter:  Gonzalo Higuaín

 Nederland
- Eredivisie: PSV
- Eerste divisie: Sparta Rotterdam
- KNVB beker: Feyenoord
- Johan Cruijff Schaal: PSV
- Topschutter:  Vincent Janssen

 Spanje
- Primera División: FC Barcelona
- Copa del Rey: FC Barcelona
- Topschutter:  Luis Suárez

 Japan
- J-League: Kashima Antlers
- J-League Cup: Urawa Red Diamonds

 Rusland
- Premjer-Liga: CSKA Moskou
- Beker van Rusland: Zenit Sint-Petersburg

### Prijzen
- Belgische Gouden Schoen:
- Nederlandse Gouden Schoen:
- Europees voetballer van het jaar:
- FIFA Ballon d'Or:

## Volleybal
Nederland
Eredivisie Mannen:
Eredivisie Vrouwen:
België
Liga A Mannen:
Eredivisie Vrouwen:

## Wielersport

### Wegwielrennen
Ronde van Italië
- Algemeen klassement :
- Bergklassement :
- Puntenklassement :
- Jongerenklassement :
- Ploegenklassement :

Ronde van Frankrijk
- Algemeen klassement :
- Bergklassement :
- Puntenklassement :
- Jongerenklassement :
- Ploegenklassement :

Ronde van Spanje
- Algemeen klassement:
- Bergklassement:
- Puntenklassement:
- Combinatieklassement:

UCI World Tour
- Tour Down Under:  Simon Gerrans
- Parijs-Nice:  Geraint Thomas
- Tirreno-Adriatico:  Greg Van Avermaet
- Milaan-Sanremo:  Arnaud Démare
- E3 Harelbeke:  Michał Kwiatkowski
- Ronde van Catalonië:  Nairo Quintana
- Gent-Wevelgem:  Peter Sagan
- Ronde van Vlaanderen:  Peter Sagan
- Ronde van het Baskenland:  Alberto Contador
- Parijs-Roubaix:  Mathew Hayman
- Amstel Gold Race:  Enrico Gasparotto
- Waalse Pijl:  Alejandro Valverde
- Luik-Bastenaken-Luik:  Wout Poels
- Ronde van Romandië:  Nairo Quintana
- Ronde van Italië:
- Critérium du Dauphiné:
- Ronde van Zwitserland:
- Ronde van Frankrijk:
- Ronde van Polen:
- Clásica San Sebastián:
- EuroEyes Cyclassics:
- GP Ouest France-Plouay:
- Grote Prijs van Quebec:
- Grote Prijs van Montreal:
- Ronde van Spanje:
- / Eneco Tour:
- Ronde van Lombardije:
- UCI Ploegentijdrit:
- Klassement individueel:
- Klassement teams:
- Landenklassement:

Wereldkampioenschap wegwielrennen
- Tijdrit voor heren:
- Wegwedstrijd voor heren:
- Ploegentijdrit voor heren:
- Wegwedstrijd voor dames:
- Tijdrit voor dames:
- Ploegentijdrit voor dames:
- Tijdrit voor beloften
- Wegwedstrijd voor beloften

### Baanwielrennen
Wereldkampioenschap baanwielrennen
- Sprint voor mannen:
- Sprint voor vrouwen:
- Teamsprint voor mannen:
- Teamsprint voor vrouwen:
- Individuele achtervolging voor mannen:
- Individuele achtervolging voor vrouwen:
- Ploegenachtervolging voor mannen:
- Ploegenachtervolging: voor vrouwen
- 1 Kilometer tijdrit:
- 500 meter tijdrit:
- Keirin voor mannen:
- Keirin voor vrouwen:
- Puntenkoers voor mannen:
- Scratch voor mannen:
- Puntenkoers voor vrouwen:
- Scratch voor vrouwen:
- Omnium voor mannen:
- Omnium voor vrouwen:
- Koppelkoers:

### Veldrijden
- Superprestige veldrijden 2011-2016:
- GvA Trofee Veldrijden 2011-2016:

WK
- Mannen:  Wout van Aert
- Vrouwen:  Thalita de Jong

## Zwemmen
Europese kampioenschappen zwemmen 2016
Wereldkampioenschappen kortebaanzwemmen 2016

## Sporter van het jaar
België
- Sportman van het jaar: Greg Van Avermaet
- Sportvrouw van het jaar: Nafissatou Thiam
- Sportploeg van het jaar: Red Lions (Hockey)
- Paralympiër van het jaar: Laurens Devos

Nederland
- Sportman van het jaar: Max Verstappen
- Sportvrouw van het jaar: Sanne Wevers
- Sportploeg van het jaar: Maaike Head / Ilse Paulis (Roeien)
- Gehandicapte sporter van het jaar: Liesette Bruinsma
- Sportcoach van het jaar: Vincent Wevers (Turnen)
- Fanny Blankers-Koen Carrièreprijs: Esther Vergeer

1965 · 1966 · 1967 · 1968 · 1969 · 1970 · 1971 · 1972 ·1973 · 1974 · 1975 · 1976 · 1977 · 1978 · 1979 · 1980 · 1981 · 1982 · 1983 · 1984 · 1985 · 1986 · 1987 · 1988 · 1989 · 1990 · 1991 · 1992 · 1993 · 1994 · 1995 · 1996 · 1997 · 1998 · 1999 · 2000 · 2001 · 2002 · 2003 · 2004 · 2005 · 2006 · 2007 · 2008 · 2009 · 2010 · 2011 · 2012 · 2013 · 2014 · 2015 · 2016 · 2017 · 2018 · 2019 · 2020 · 2021 · 2022 · 2023 · 2024 · 2025